# Temascales, Michoacán de Ocampo
Temascales är en ort i Mexiko.   Den ligger i kommunen Contepec och delstaten Michoacán de Ocampo, i den sydöstra delen av landet, 130 km nordväst om huvudstaden Mexico City. Temascales ligger 2 368 meter över havet och antalet invånare är 606.
Terrängen runt Temascales är kuperad åt nordost, men åt sydväst är den platt. Runt Temascales är det ganska tätbefolkat, med 75 invånare per kvadratkilometer. Närmaste större samhälle är Amealco, 15,0 km norr om Temascales. I omgivningarna runt Temascales växer huvudsakligen savannskog.